# Mordecai Richler
Mordecai Richler (født 27. januar 1931, død 3. juli 2001) var en canadisk forfatter.

## Udvalgte bøger
- The Apprenticeship of Duddy Kravitz (1959, filmatiseret 1974)
- The Incomparable Atuk (1963)
- Cocksure (1968)
- The Street (1969)
- St. Urbain's Horseman (1971)
- Joshua Then and Now (1980)
- Solomon Gursky Was Here (1989)
- Barney's Version (1997)